# ددهام، اسکس
ددهام (به انگلیسی: Dedham) یک روستا و محله مدنی در بریتانیا است که در Colchester واقع شده‌است. ددهام ۱٬۹۰۷ نفر جمعیت دارد.